# 莱尔库勒
莱尔库勒（法語：Lercoul，法語發音：[lɛʁkul]）是法国阿列日省的一个市镇，位于该省南部，属于富瓦区。

## 地理
莱尔库勒（42°46'11"N, 1°32'44"E）面积19.01 平方千米，位于法国奧克西塔尼大區阿列日省，该省份为法国西南部内陆省份，西部和北部与上加龙省接壤，东临奥德省，东南至东比利牛斯省接壤，南与安道尔和西班牙接壤。
与莱尔库勒接壤的市镇（或旧市镇、城区）包括：欧扎特、伊利耶和拉拉马德、锡盖尔、瓦勒德索斯、奥尔迪诺。

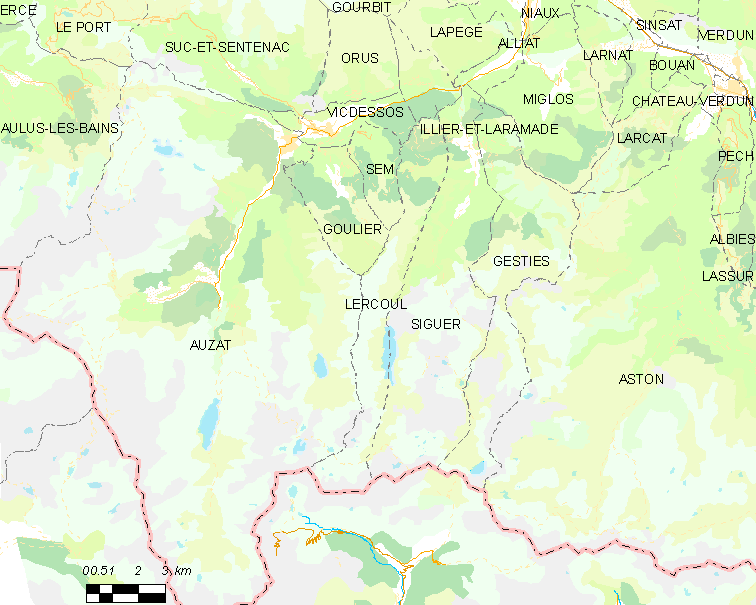
莱尔库勒的OSM定位图

莱尔库勒的时区为UTC+01:00、UTC+02:00（夏令时）。

## 行政
莱尔库勒的邮政编码为09220，INSEE市镇编码为09162。

## 政治
莱尔库勒所属的省级选区为萨巴尔泰斯县。

## 人口

1962-2008年间莱尔库勒人口变化图示

莱尔库勒于2022年1月1日时的人口数量为14人。